# Der geheime Garten

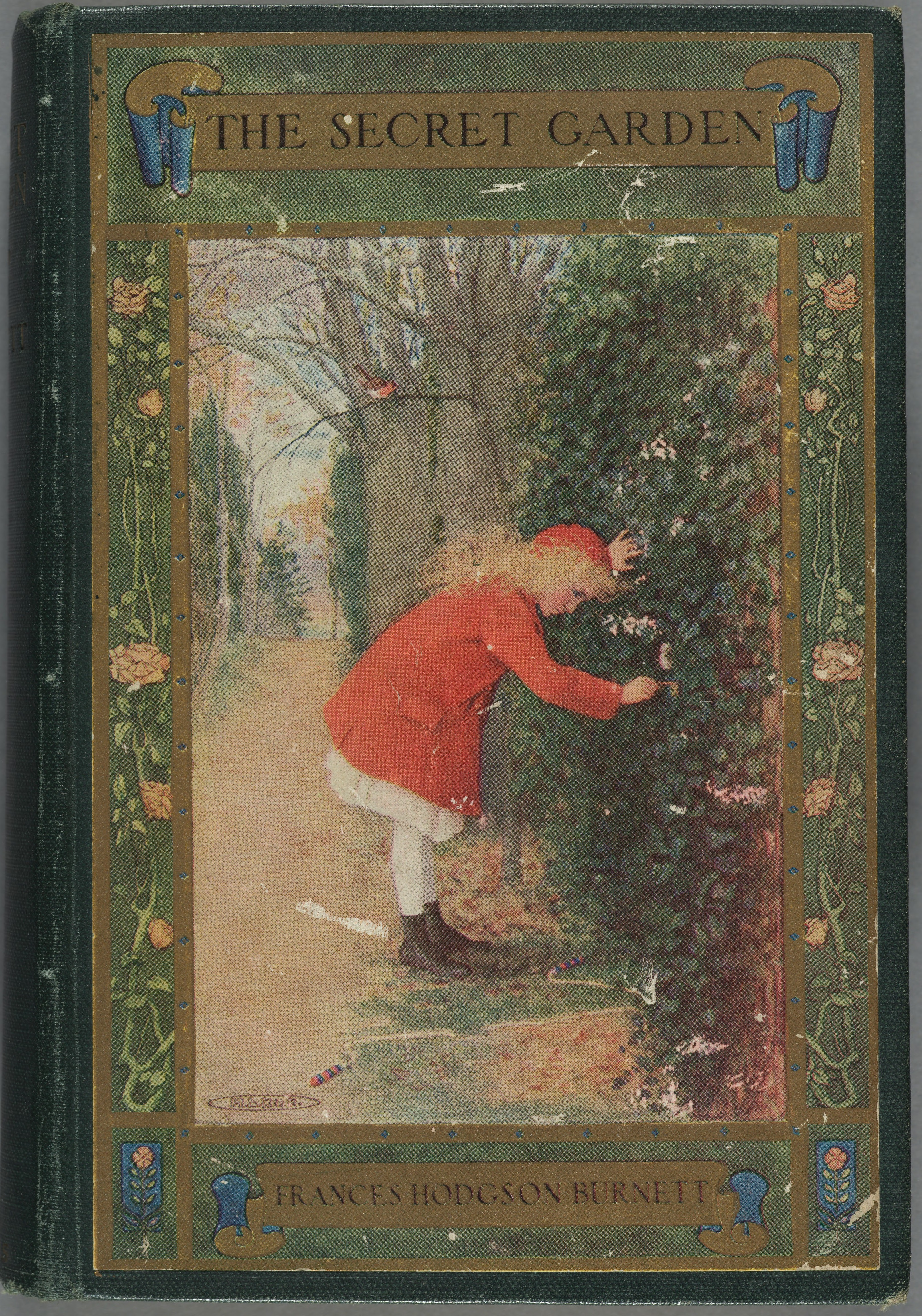
Einband der amerikanischen Originalausgabe von 1911, illustriert von Maria Louise Kirk

Der geheime Garten ist der Titel eines Kinder- und Jugendromans von Frances Hodgson Burnett. Er wurde 1911 in Großbritannien unter dem Titel The Secret Garden mit Illustrationen von Charles Robinson beim Verlag Heinemann und in den USA von der Frederick A. Stokes Company mit Illustrationen von Maria Louise Kirk veröffentlicht. Die deutsche Erstausgabe erschien 1947 beim Pattloch-Verlag.

## Inhalt
Mary Lennox wird in Indien von einem Kindermädchen aufgezogen. Von ihren Eltern nicht beachtet und von den Dienern sehr verzogen, wächst sie dort auf. Als eine Choleraepidemie ausbricht, sterben sowohl Marys Eltern als auch ihr Kindermädchen. Daraufhin wird die Waise zu ihrem Onkel und nunmehrigem Erziehungsberechtigten Archibald Craven auf dessen Gut „Misselthwaite“ in England gebracht. Der wird als sehr böse und gemein bezeichnet. 
Die Fahrt von London nach Misselthwaite unternimmt Mary in der Obhut von Mrs. Medlock, der Haushälterin auf Schloss Misselthwaite. Es wird deutlich, dass Marys Abneigung ihr gegenüber auf Gegenseitigkeit beruht.
Marys Onkel verhält sich ähnlich wie ihre Eltern: Er ist selten zu Hause, zeigt keinerlei Interesse an ihr, sorgt aber dafür, dass sie alles hat, was sie benötigt. Martha, das Hausmädchen, soll sich um Mary kümmern.
Da keine Spielsachen vorhanden sind und da Mary in dem riesigen Haus die große Bibliothek nicht finden kann, bleibt ihr nur die Möglichkeit, draußen zu spielen. Die frische Luft tut ihr gut, und allmählich wird aus dem anfangs noch kränklichen, hässlichen und selbstsüchtigen Mädchen ein hübsches und freundliches Geschöpf.
Als sie eines Tages im Garten umherläuft, entdeckt sie ein verschlossenes und überwuchertes Tor in einer Mauer. Dahinter befindet sich ein geheimer Garten, der seit zehn Jahren verschlossen ist. Mr. Craven hatte ihn zusammen mit seiner inzwischen verstorbenen Frau angelegt; nach deren Tod ließ er ihn zusperren und verwildern. Doch Mary kümmert sich heimlich zusammen mit Dickon, Marthas Bruder, um ihren geheimen Garten.
In einer stürmischen Nacht entdeckt sie ihren von den Angestellten verborgen gehaltenen Cousin Colin, den Sohn Mr. Cravens. Weil jeder glaubt, der Junge werde bald sterben, wird ihm jeder Wunsch erfüllt. Aus ihm ist ein verzogener Bengel geworden, von dem sein Vater nichts wissen will, da er ihn zu sehr an seine geliebte verstorbene Frau erinnert. Mary schließt mit ihm Freundschaft, sagt ihm aber auch gehörig die Meinung.
Mithilfe von Mary lernt Colin laufen; bisher glaubte man, der Junge sei gelähmt. Mary erzählt ihm von dem geheimen Garten und er will ihn sehen.
Im Garten tollen Mary, Colin und Dickon herum, kümmern sich um die Pflanzen und machen Turnübungen; doch im Haus spielt Colin den Todkranken, da er seinen Vater bei der Rückkehr von einer seiner Reisen damit überraschen will, dass er gehen kann. Schließlich kommt Mr. Craven von seiner langen Reise aufgrund eines Traumes und eines Briefes von Dickons Mutter nach Misselthwaite zurück. Er trifft seinen Sohn im Garten an und beide gehen zusammen zurück zum Gutshaus. 

## Verfilmungen
Das Buch wurde mehrfach verfilmt.
- 1919: The Secret Garden; erste Verfilmung; US-Stummfilm
- 1949: Der geheime Garten; alle Szenen im blühenden geheimen Garten sind dabei in Farbe, während der Rest des Films in Schwarz-Weiß ist; US-Spielfilm
- 1960: The Secret Garden; britische Fernsehserie
- 1975: The Secret Garden; britische Fernsehserie; erste komplette Farbfassung
- 1987: The Secret Garden; britischer Fernsehfilm
- 1991: Anime Himitsu no Hanazono; japanische Animationsserie
- 1993: Der geheime Garten; Adaption von Agnieszka Holland; US-britischer Spielfilm
- 1994: The Secret Garden; ABC Weekend Specials
- 2000: Return to the Secret Garden; Fortsetzung der Romanhandlung
- 2001: Back to the Secret Garden; Fortsetzung der Romanhandlung
- 2020: Der geheime Garten; britischer Spielfilm

Weitere Filme, die den Titel The Secret Garden tragen, beziehen sich nicht auf den Roman von Frances Hodgson Burnett. Die Verfilmung von 1949 sowie von 1993 werden regelmäßig im weihnachtlichen Programm des deutschen Fernsehens wiederholt.
Die britische Band Depeche Mode veröffentlichte im Jahre 1982 einen Song namens My Secret Garden, der auf dem Album A Broken Frame zu finden ist. Laut Bandmitglied Martin Gore ist der Song eine Hommage an das gleichnamige Buch.

## Deutsche Hörspiele
Die ARD-Hörspieldatenbank verzeichnet zwei Produktionen nach der Vorlage von Burnett. Die erste Adaption ist eine dreiteilige Fassung von 1965, die vom WDR produziert und in der Zeit vom 13. Juni bis 8. August 1965 erstgesendet wurde. Die gesamte Spieldauer beträgt 99'22 Minuten.
Titel: Der heimliche Garten – Übersetzung und Bearbeitung (Wort): Friedel Hömke; Regie: Hermann Pfeiffer; Sprecher: Horst Uhse (Erzähler), Hildegard Krekel (Mary) u. v. a.
Eine zweite Funkbearbeitung entstand 1999 beim SWR. Sie wurde am 18. September 1999 erstgesendet und hatte eine Länge von 54'30 Minuten.
Titel: Der geheime Garten – Übersetzung: Friedel Hömke; Bearbeitung (Wort): Katrin Wenzel; Regie: Götz Fritsch; Sprecher: Doris Schade (Erzählerin), Solvej Krause (Mary) u. v. a.

## Musicalfassung
1991 wurde Der geheime Garten als Musical adaptiert. Der mit einem Tony Award ausgezeichnete Text stammte von Marsha Norman, die Musik von Lucy Simon. Die Produktion lief am Broadway zwischen 1991 und 1993 in 709 Aufführungen.

## Ausgaben
- The Secret Garden. Heinemann, GB 1911 (englisch).
- The Secret Garden. Frederick A. Stokes Company, USA 1911 (englisch).
- Der geheime Garten. Pattloch-Verlag, 1947. (deutsche Erstausgabe)

## Referenzen
Der geheime Garten wird in dem literarischen Nachschlagewerk 1001 Kinder- und Jugendbücher – Lies uns, bevor Du erwachsen bist! für die Altersstufe 8–12 Jahre empfohlen. Das Buch ist außerdem in der Anthologie The Hutchinson Treasury of Children's Literature enthalten.